# Helios-Ouvertüre

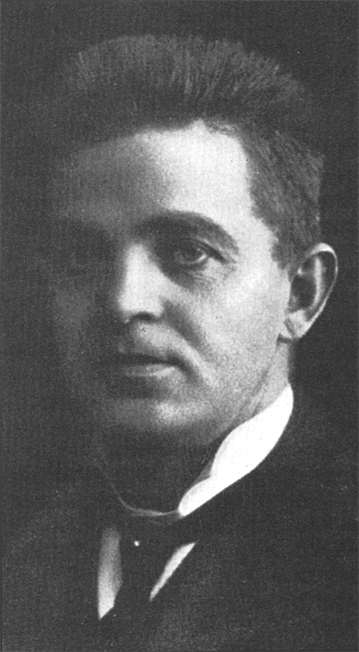
Der junge Carl Nielsen

Die 1903 in Griechenland entstandene Helios-Ouvertüre op. 17 des dänischen Komponisten Carl Nielsen (1865–1931) bildet heute insbesondere zu Neujahr dänisches Standardrepertoire.

## Entstehung
Seit 1901 erhielt Carl Nielsen ein jährliches staatliches Stipendium von 800 Kronen, und ab Januar 1903 stand er unter festem Vertrag bei dem renommierten Verleger Wilhelm Hansen. So war er in der Lage, seine Stellung als Geiger in der Königlichen Kapelle Kopenhagen aufzugeben und sich verstärkt der Komposition zu widmen. Selbst archäologisch interessiert, unternahm er 1903 eine längere Reise nach Griechenland, wo sich bereits seine Frau Anne Marie aufhielt, die mit dem Ancker Award ausgezeichnet worden war und die Erlaubnis besaß, Kopien von Reliefs und Statuen des Akropolismuseums in Athen anzufertigen.
Carl Nielsen stand ein Raum im Athener Konservatorium zur Verfügung, und am 23. April 1903 vollendete er die am 10. März begonnene Konzertouvertüre Helios op. 17, in der er, inspiriert durch die Lichtverhältnisse über dem Ägaischen Meer, den Lauf der Sonne von der Morgenröte bis zur Abenddämmerung musikalisch nachbildete.

## Besetzung und Spieldauer
Die Partitur sieht folgende Besetzung vor: 3 Flöten (3. Flöte auch Piccolo), 2 Oboen, 2 Klarinetten, 2 Fagotte, 4 Hörner, 3 Trompeten, 3 Posaunen, Tuba, Pauken und Streicher.
Die Aufführungsdauer beträgt etwa zwischen 10 und 13 Minuten.

## Charakterisierung
Nielsen stellte seiner Julius Röntgen gewidmeten Ouvertüre folgendes Motto voran: „Stilhed og mørke — så stiger sol under frydefuld lovsang — vandrer sin gyldne vej — sænker sig stille i hav.“ („Stille und Dunkelheit — dann steigt die Sonne unter freudigem Lobgesang — wandert ihren goldenen Weg — senkt sich still ins Meer.“)
Das Werk wird durch eine ausgedehnte langsame Einleitung (Andante tranquillo) eröffnet, wobei in Liegetöne der tiefen Streicher zunächst Hornrufe einfallen, bevor sukzessive das volle Orchester hinzutritt. Trompetenfanfaren leiten zum in Sonatenform gehaltenen Mittelteil über (Allegro ma non troppo); einem heroischen Hauptthema der Violinen folgt ein lyrisches Seitenthema, das die Violoncelli intonieren. Im Zentrum der Durchführung steht ein temperamentvolles Fugato. Das Hauptthema kehrt in großer Besetzung wieder, bevor eine langsame Passage die einsetzende Dämmerung andeutet. Die Komposition endet mit einer kurzen Reminiszenz an die Einleitung und verklingt im dreifachen piano der Celli.

## Uraufführung und Rezeption

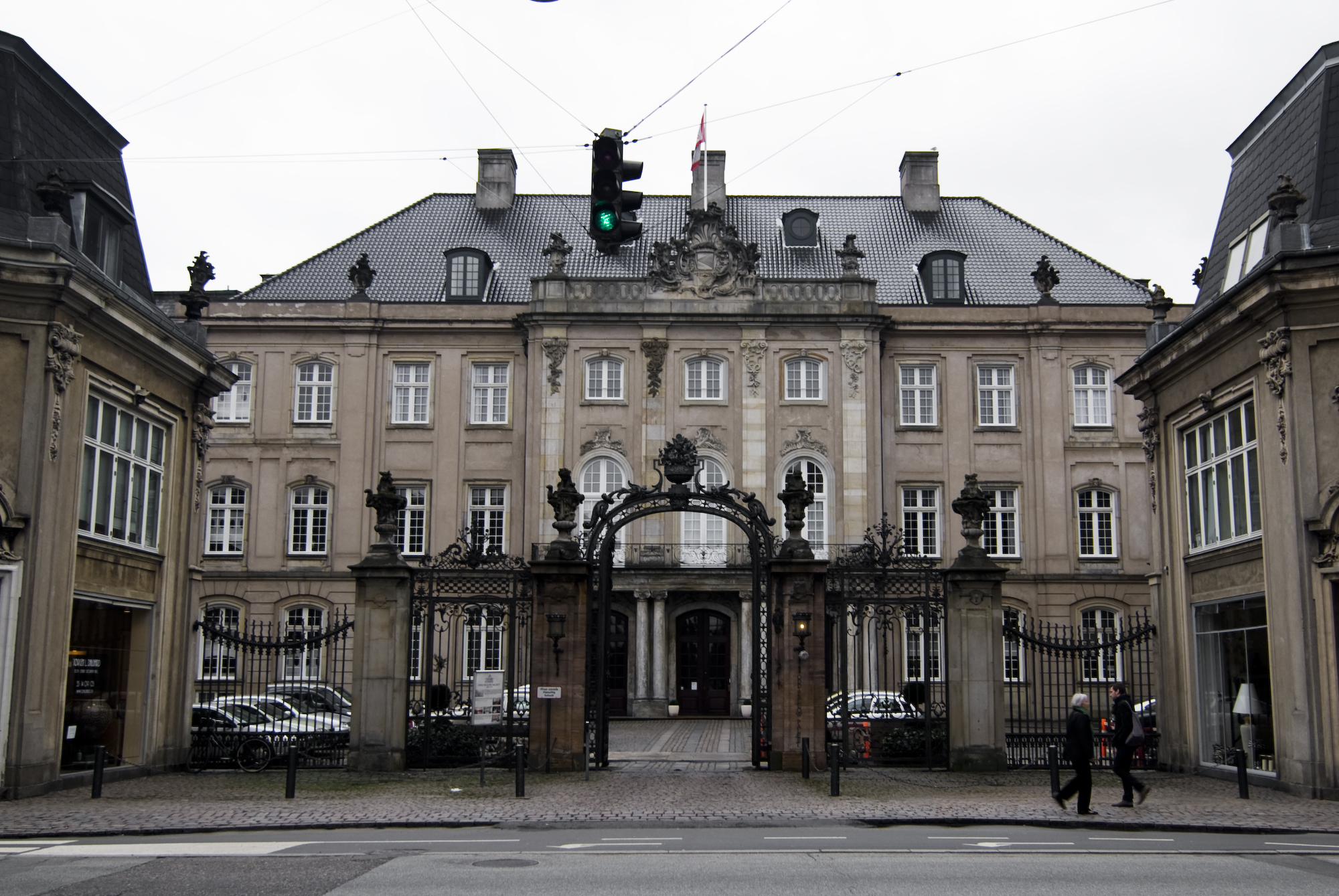
Das Berkentinsche Palais (Odd Fellow Palæet), der Ort der Uraufführung

Die Uraufführung des Werkes erfolgte am 8. Oktober 1903 im Kopenhagener Odd Fellow Palæet mit der Königlichen Kapelle Kopenhagen unter Leitung von Johan Svendsen. Während das Konzertpublikum mit Begeisterung reagierte, fiel das Urteil der Musikkritik geteilt aus.
Nielsen selbst dirigierte das Werk zu seinen Lebzeiten mehrfach, so in Göteborg, Stockholm, Helsinki und Berlin. Heute zählt es zu Nielsens meistgespielten Kompositionen und wird vom Dänischen Rundfunk bis heute in der Silvesternacht direkt nach dem Jahreswechsel als erste Musik gesendet.